# Френк Черч
Френк Форрестер Черч III (англ. Frank Forrester Church III; нар. 25 липня 1924, Бойсе, Айдахо — пом. 7 квітня 1984, Бетесда, Меріленд) — американський юрист і політик-демократ. Сенатор від штату Айдахо у 1957–1981 роках.

## Біографія
Закінчив Стенфордський університет (бакалавр, 1947), пізніше закінчив школу права там же.
Представляв прогресивістське крило Демократичної партії. Висувався кандидатом від демократів на президентських виборів 1976, програв Джиммі Картеру.
У 1975 році очолив комісію Сенату США, що вивчала незаконні операції спецслужб. У 1979–1981 роках був головою сенатського комітету з міжнародних відносин.
Черч був пресвітеріанином.
Помер від раку підшлункової залози, його могила знаходиться на цвинтарі Морріс-Гілл у Бойсе.